# Тикума
Тикума (яп. 千曲市 Тикума-си) — город в Японии, находящийся в префектуре Нагано. Площадь города составляет 119,84 км², население — 60 788 человек (1 августа 2014), плотность населения — 507,24 чел./км².

## Географическое положение
Город расположен на острове Хонсю в префектуре Нагано региона Тюбу. С ним граничат города Нагано, Уэда, посёлок Сакаки и сёла Оми, Тикухоку. Через город протекает одноимённая река.

## Население
Население города составляет 60 788 человек (1 августа 2014), а плотность — 507,24 чел./км². Изменение численности населения с 1980 по 2005 годы:
| 1980 | 60 106 чел. |  |
| 1985 | 61 883 чел. |  |
| 1990 | 61 954 чел. |  |
| 1995 | 63 539 чел. |  |
| 2000 | 64 549 чел. |  |
| 2005 | 64 022 чел. |  |

## Символика
Деревом города считается абрикос, цветком — цветок абрикоса.

## Транспорт
Хигаси-Ясиро — железнодорожная станция в городе.